# 安德烈·霍夫曼 (足球运动员)
安德烈·霍夫曼（德語：André Hoffmann，1993年2月28日—），德國男子足球運動員。在場上的位置是防守型中場。他現在效力於德國足球甲級聯賽球隊杜塞尔多夫。他也曾效力於杜伊斯堡足球俱樂部。